# Cressac-Saint-Genis
Cressac-Saint-Genis là một xã thuộc tỉnh Charente trong vùng Nouvelle-Aquitaine tây nam nước Pháp. Xã nay có độ cao trung bình 87 mét trên mực nước biển.